# Michael Groschek

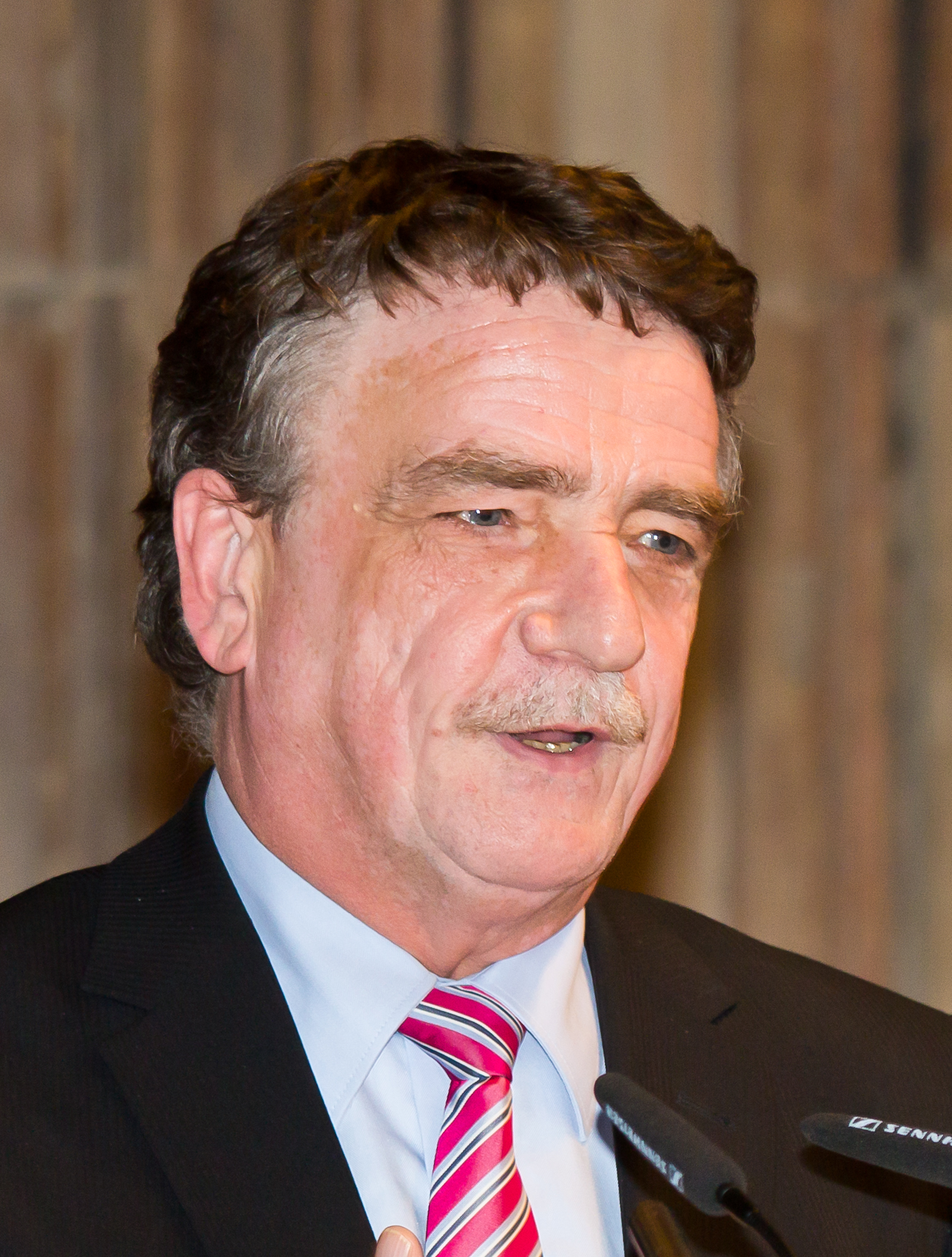
Michael Groschek auf dem Festakt zum 100. Geburtstag der GAG Immobilien im historischen Rathaus von Köln (2013)

Michael „Mike“ Groschek (* 9. Dezember 1956 in Oberhausen) ist ein deutscher Politiker (SPD). Er war in den Jahren 2012 bis 2017 Minister für Bauen, Wohnen, Stadtentwicklung und Verkehr des Landes Nordrhein-Westfalen und von 2017 bis 2018 Vorsitzender der SPD Nordrhein-Westfalen.

## Leben und Beruf
Nach dem Abitur im Jahr 1977 war Groschek bis 1979 Zeitsoldat bei der Marine. Im Jahr 1980 nahm er das Studium der Wirtschafts- und Kommunikationswissenschaften an der Gesamthochschule Essen auf. Der Abschluss 1984 war das I. Staatsexamen für das Lehramt an Beruflichen Schulen mit den Fächern Wirtschaft und Deutsch. Anschließend war er hauptamtlich als Referent und Geschäftsführer in politischen Funktionen tätig. Ende der 1980er Jahre wechselte Groschek in die Immobilienwirtschaft, zuletzt war er bei der LBS Immobilien GmbH tätig. Von November 2018 bis September 2024 war er Präsident des Deutschen Verbandes für Wohnungswesen, Städtebau und Raumordnung.
Groschek ist verheiratet und hat einen Sohn und eine Tochter.

## Partei
Sechs Jahre nach seinem Eintritt in die SPD wurde Groschek im Jahr 1980 zum Vorsitzenden der Oberhausener Jungsozialisten gewählt. Er amtierte in dieser Funktion bis 1984. Seit 1982 ist er Mitglied im Vorstand des SPD-Ortsvereins Oberhausen-Ost.
In den Jahren 1984 bis 2001 saß Groschek im Rat der Stadt Oberhausen. Dort fungierte er von 1988 bis 2001 als Vorsitzender der SPD-Fraktion. Außerdem war Groschek in den Jahren 1998 bis 2002 Vorstandsmitglied des SPD-Bezirks Niederrhein.
Groschek war von 2001 bis 2012 Generalsekretär der SPD Nordrhein-Westfalen und von 2012 bis 2015 Vorsitzender der SPD Oberhausen. In den Jahren 2009 bis 2019 war er Mitglied des SPD-Parteivorstands.
Nach der verlorenen Landtagswahl 2017 wurde Groschek auf einem außerordentlichen Landesparteitag am 10. Juni 2017 zum Vorsitzenden der SPD Nordrhein-Westfalen gewählt. Am 23. Juni 2018 wurde Sebastian Hartmann zu seinem Nachfolger gewählt.

## Abgeordneter
Groschek wurde bei der NRW-Landtagswahl vom 14. Mai 2000 mit 57,8 % der Stimmen in seinem Wahlkreis Oberhausen I direkt gewählt. Bei der Landtagswahl 2005 wurde er im neu geschaffenen Wahlkreis Oberhausen II/Wesel I, der den Oberhausener Stadtbezirk Sterkrade und die Stadt Dinslaken (Kreis Wesel) umfasst, mit 49,6 % der Stimmen erneut in den Landtag gewählt.
Michael Groschek wurde bei der SPD-Wahlkreiskonferenz im November 2008 mit einem Ergebnis von 96,1 % als Bundestagskandidat für den Wahlkreis Oberhausen/Dinslaken nominiert und bei der Bundestagswahl am 27. September 2009 in direkter Wahl zum Mitglied des Deutschen Bundestages gewählt. Aufgrund seiner Wahl in den Bundestag legte er am 30. September 2009 sein Landtagsmandat nieder. Am 21. Juni 2012 schied er durch Verzicht als Mitglied des Deutschen Bundestages aus. Sein Nachfolger als Abgeordneter wurde Wolfgang Hellmich.
Groschek war im Deutschen Bundestag ordentliches Mitglied des Verteidigungsausschusses und des Unterausschusses „Abrüstung, Rüstungskontrolle und Nichtverbreitung“ sowie stellvertretendes Mitglied des Ausschusses für Verkehr, Bau und Stadtentwicklung.

## Öffentliche Ämter
Am 21. Juni 2012 ernannte Ministerpräsidentin Hannelore Kraft Groschek zum Minister für Bauen, Wohnen, Stadtentwicklung und Verkehr des Landes Nordrhein-Westfalen im Kabinett Kraft II. Nach der verlorenen Landtagswahl 2017 schied er am 30. Juni 2017 aus dem Amt aus.

## Ehrenämter
Groschek wurde als Maat der Reserve am 11. November 2011 für vier Jahre zum stellvertretenden Präsidenten des Verbands der Reservisten der Deutschen Bundeswehr gewählt. Zudem war er Vorstandsmitglied der Deutschen Gesellschaft für Wehrtechnik.

## Auszeichnungen
- 2023: Verdienstorden des Landes Nordrhein-Westfalen[10]